# Sophrops formosana
Sophrops formosana är en skalbaggsart som beskrevs av Moser 1913. Sophrops formosana ingår i släktet Sophrops och familjen Melolonthidae. Inga underarter finns listade i Catalogue of Life.